# Władysław Łewanidow
Władysław Ołeksandrowycz Łewanidow, ukr. Владислав Олександрович Леванідов (ur. 23 lutego 1993 w Kijowie) – ukraiński piłkarz, grający na pozycji bramkarza.

## Kariera piłkarska

### Kariera klubowa
Wychowanek Wyższej Szkoły Sportowej w Kijowie oraz klubów Dynamo Kijów i FK Ołeksandrija, barwy których bronił w juniorskich mistrzostwach Ukrainy (DJuFL). Karierę piłkarską rozpoczął 4 kwietnia 2009 w drużynie CSKA Kijów. Latem 2009 przeniósł się do Dynama Kijów. W kijowskim klubie był bramkarzem rezerwowym dlatego po dwóch latach przeszedł do FK Ołeksandrija. 3 czerwca 2019 opuścił FK Oleksandrija. 22 lipca 2019 przeszedł do Wołyni Łuck.

### Kariera reprezentacyjna
W 2009 został powołany do juniorskiej reprezentacji Ukrainy U-17.

## Sukcesy i odznaczenia

### Sukcesy klubowe
FK Ołeksandrija
- mistrz Ukraińskiej Pierwszej Ligi: 2014/15
- wicemistrz Ukraińskiej Pierwszej Ligi: 2013/14
- brązowy medalista Ukraińskiej Pierwszej Ligi: 2012/13
- półfinalista Pucharu Ukrainy: 2015/16